# Melissa Straker
Melissa Straker, född 23 januari 1976, är en friidrottare från Barbados. Hon deltog vid olympiska sommarspelen 1996 och olympiska sommarspelen 2000.